# Gyrotrema
Gyrotrema — рід лишайників родини Graphidaceae. Назва вперше опублікована 2006 року.